# Джалут
Джалу́т (араб. جَالُوت‎) — предводитель племени амаликитов, проживавшего между Египтом и Палестиной. Отождествляется с библейским Голиафом.

## История
Джалут нанёс поражение сынам Израиля (Бану Исраиль), после чего те обратились к пророку Ишмаилю (Самуилу), который назначил для них царём Талута (Саула).
Согласно Корану, Джалут напал на Талута. Выступив против амаликитов, часть израильтян испугались и было обращены в бегство «по воле Аллаха». Оставшиеся воины продолжили поход, вступили в битву и одержали победу, а Джалут был убит пророком Давудом (Давидом).
В мусульманском предании образ Джалута получил дополнительные характеристики. С Джалутом связаны заимствованные из Библии (исраилияты) эпизоды борьбы израильтян с филистимлянами и др. В различных вариантах он выступает то как аравийский, то как ханаанский или берберский царь.

Не знаешь ли ты о знати сынов Исраила (Израиля), живших после Мусы (Моисея)? Они сказали своему пророку: «Назначь для нас царя, чтобы мы сражались на пути Аллаха». Он сказал: «Может ли быть, что если вам будет предписано сражаться, вы не станете сражаться?» Они сказали: «Отчего же нам не сражаться на пути Аллаха, если мы изгнаны из наших жилищ и разлучены с нашими детьми?» Когда же им было предписано сражаться, они отвернулись, за исключением немногих. Аллах ведает о беззаконниках. ۝ Их пророк сказал им: «Аллах назначил вам царем Талута (Саула)». Они сказали: «Как он может стать нашим царем, если мы более достойны править, чем он, и он лишен достатка в имуществе?» Он сказал: «Аллах предпочел его вам и щедро одарил его знаниями и статью. Аллах дарует Свое царство, кому пожелает. Аллах — Объемлющий, Знающий». ۝ Их пророк сказал им: «Знамением его царствия станет то, что к вам явится сундук с умиротворением от вашего Господа. В нём будет то, что осталось после семьи Мусы (Моисея) и семьи Харуна (Аарона). Его принесут ангелы. Это будет знамением для вас, если только вы являетесь верующими». ۝ Когда Талут (Саул) отправился в путь с войском, он сказал: «Аллах подвергнет вас испытанию рекой. Кто напьется из неё, тот не будет со мной. А кто не отведает её, тот будет со мной. Но это не относится к тем, кто зачерпнет пригоршню воды». Напились из неё все, за исключением немногих из них. Когда же он и уверовавшие вместе с ним перебрались через реку, они сказали: «Сегодня мы не справимся с Джалутом (Голиафом) и его войском». Но те, которые были убеждены в том, что встретятся с Аллахом, сказали: «Сколько малочисленных отрядов победило многочисленные отряды по воле Аллаха!» Ведь Аллах — с терпеливыми. ۝ Когда они показались перед Джалутом (Голиафом) и его войском, то сказали: «Господь наш! Пролей на нас терпение, укрепи наши стопы и помоги нам одержать победу над неверующими людьми». ۝ Они разгромили их по воле Аллаха. Давуд (Давид) убил Джалута (Голиафа), и Аллах даровал ему царство и мудрость и научил его тому, чему пожелал. Если бы Аллах не сдерживал одних людей посредством других, то земля пришла бы в расстройство. Однако Аллах милостив к мирам. ۝ Таковы аяты Аллаха. Мы читаем их тебе истинно, и ты — один из посланников.—  2:246—252 (Кулиев)